# Waloddi Weibull
Ernst Hjalmar Waloddi Weibull (sueco [vaˈlodɪ ˈveibul]) (18 de junio de 1887-Annecy, 12 de octubre de 1979) fue un ingeniero y matemático sueco. Es reconocido por su trabajo en el área de la fatiga de materiales y en la estadística por sus estudios sobre la distribución de Weibull.

## Biografía
Waloddi Weibull nace en una familia de inmigrantes alemanes originaria de Schleswig-Holstein. Su familia cuenta con numerosos historiadores conocidos, como por ejemplo Curt Weibull.
En 1904 ingresa en la marina sueca siguiendo el curso en la Universidad Tecnológica Real en Estocolmo. En 1924 se vuelve profesor y ocho años después completa su doctorado en la Universidad de Upsala. Fue empleado en varias instituciones suecas y alemanas como investigador (de rodamientos, herramientas mecánicas, etc.) y consultor de ingeniería.
En 1914 partió en una expedición en el navío Albatroz, de investigación científica, por el Mar Mediterráneo, el mar Caribe y el Océano Pacífico. Escribió su primer artículo sobre la propagación de las ondas explosivas. Desarrolló una técnica basada en la explosión de cargas para caracterizar la naturaleza y el espesor de los fondos oceánicos; la técnica todavía se utiliza en la exploración petrolera offshore.
En 1939 publicó su trabajo sobre la distribución de Weibull, utilizada en probabilidad y estadística. En 1941 fue nombrado profesor de física aplicada en el Real Instituto de Tecnología, gracias a la empresa de fabricación de armas Bofors. Publicó numerosos trabajos sobre la resistencia de materiales.
En 1951 presentó su más célebre estudio ante la American Society of Mechanical Engineers, a partir de siete estudios de caso. 
Sus trabajos fueron recompensados con la medalla de oro de la ASME en 1972 y con la medalla de oro de la Academia Real de las Ciencias de Suecia en 1978 por el conjunto de su trabajo y sus más de 70 publicaciones.